# 考公 (魯)
考公（こうこう、生年不詳 - 前993年）は、魯の第2代君主。名は酋、世本は名を「就」とし、鄒誕は本名を「遒」とする。姫伯禽の子で、姫伯禽の後を受けて魯国の君主となった。

## 家庭
父親
- 魯公伯禽

兄弟
- 煬公姫熙

## 紀年
| 魯考公 | 元年    | 2年     | 3年     | 4年     |
| ------ | ------- | ------- | ------- | ------- |
| 西暦   | 前996年 | 前995年 | 前994年 | 前993年 |
| 干支   | 乙酉    | 丙戌    | 丁亥    | 戊子    |